# HK Olimpija Kompas 1990/91
Sezona 1990/91 HK Olimpija Kompas, ki je osvojila naslov podprvaka v jugoslovanski ligi.

## Postava
- Trener:  Aleksander Astašev

| Vratarji | Vratarji                                        | Vratarji       | Vratarji    | Vratarji | Vratarji                    | Vratarji             |
| -------- | ----------------------------------------------- | -------------- | ----------- | -------- | --------------------------- | -------------------- |
| #        | Nar                                             | Igralec        | Boljša roka | Sez.     | Starost (rojstni dan)       | Kraj rojstva         |
|          | Socialistična federativna republika Jugoslavija | Zvonimir Bolta |             | 8        | 28 let (17. maj 1962)       | Ljubljana, Slovenija |
|          | Socialistična federativna republika Jugoslavija | Luka Simčič    | leva        | 4        | 20 let (16. september 1969) | Ljubljana, Slovenija |
|          | Socialistična federativna republika Jugoslavija | Martin Novak   | leva        | 5        | 20 let (27. januar 1970)    | Ljubljana, Slovenija |

| Branilci | Branilci                                        | Branilci          | Branilci    | Branilci | Branilci                   | Branilci             |
| -------- | ----------------------------------------------- | ----------------- | ----------- | -------- | -------------------------- | -------------------- |
| #        | Nar                                             | Igralec           | Boljša roka | Sez.     | Starost (rojstni dan)      | Kraj rojstva         |
|          | Socialistična federativna republika Jugoslavija | Igor Beribak      |             | 4        | 26 let (18. maj 1964)      | Ljubljana, Slovenija |
|          | Socialistična federativna republika Jugoslavija | Andrej Brodnik    | desna       | 5        | 20 let (4. maj 1970)       | Ljubljana, Slovenija |
|          | Socialistična federativna republika Jugoslavija | Igor Hriberšek    | leva        | 3        | 22 let (11. januar 1968)   | Ljubljana, Slovenija |
|          | Sovjetska zveza                                 | Nikolaj Ladigin   |             | 4        | 36 let (20. maj 1954)      | Rusija               |
|          | Socialistična federativna republika Jugoslavija | Samo Kumar        | leva        | 1        | 16 let (17. november 1973) | Ljubljana, Slovenija |
|          | Socialistična federativna republika Jugoslavija | Marko Popovič     |             | 1        |                            | Slovenija            |
|          | Socialistična federativna republika Jugoslavija | Borut Potočnik    | desna       | 3        | 11 let (7. avgust 1979)    | Kranj, Slovenija     |
|          | Sovjetska zveza                                 | Mihail Presnjakov |             | 1        | 34 let (16. april 1956)    | Rusija               |
|          | Socialistična federativna republika Jugoslavija | Tomaž Židan       |             | 3        |                            | Slovenija            |

| Napadalci | Napadalci                                       | Napadalci         | Napadalci | Napadalci   | Napadalci | Napadalci                 | Napadalci            |
| --------- | ----------------------------------------------- | ----------------- | --------- | ----------- | --------- | ------------------------- | -------------------- |
| #         | Nar                                             | Igralec           | Položaj   | Boljša roka | Sez.      | Starost (rojstni dan)     | Kraj rojstva         |
|           | Socialistična federativna republika Jugoslavija | Marjan Gorenc     | F         | leva        | 8         | 26 let (27. februar 1964) | Ljubljana, Slovenija |
|           | Socialistična federativna republika Jugoslavija | Dejan Kontrec     | LW        | leva        | 6         | 20 let (23. januar 1970)  | Ljubljana, Slovenija |
|           | Socialistična federativna republika Jugoslavija | Aleš Krajnc       | F         |             | 3         |                           | Slovenija            |
|           | Češkoslovaška                                   | Miloš Kupec       | LW        |             | 2         | 35 let (22. februar 1955) | Češka                |
|           | Socialistična federativna republika Jugoslavija | Srdan Kuret (C)   | F         |             | 5         | 32 let (20. maj 1958)     | Slovenija            |
|           | Socialistična federativna republika Jugoslavija | Aleš Lešnjak      | RW        |             | 3         | 21 let (1969)             | Ljubljana, Slovenija |
|           | Socialistična federativna republika Jugoslavija | Boštjan Lešnjak   | RW        |             | 1         | 18 let (1972)             | Slovenija            |
|           | Socialistična federativna republika Jugoslavija | Jože Praznik      | LW        |             | 2         | 16 let (14. maj 1974)     | Slovenija            |
|           | Sovjetska zveza                                 | Aleksander Rožkov | F         |             | 1         | 33 let (8. april 1957)    | Rusija               |
|           | Socialistična federativna republika Jugoslavija | Jure Vnuk         | LW        | leva        | 1         | 17 let (18. junij 1973)   | Ljubljana, Slovenija |
|           | Socialistična federativna republika Jugoslavija | Tomaž Vnuk        | C         | desna       | 3         | 20 let (11. april 1970)   | Ljubljana, Slovenija |
|           | Socialistična federativna republika Jugoslavija | Roman Vrščaj      | F         |             | 3         |                           | Slovenija            |
|           | Socialistična federativna republika Jugoslavija | Nik Zupančič      | RW        | desna       | 5         | 21 let (3. november 1968) | Ljubljana, Slovenija |

## Tekmovanja

### Jugoslovanska liga
Uvrstitev: 2. mesto

## Statistika

### Najboljši strelci
| Poz | Hokejist          | G  | A  | T  |
| --- | ----------------- | -- | -- | -- |
| 1   | Nik Zupančič      | 33 | 29 | 62 |
| 2   | Aleksander Rožkov | 33 | 22 | 55 |
| 3   | Dejan Kontrec     | 31 | 14 | 45 |
| 4   | Tomaž Vnuk        | 23 | 16 | 39 |
| 5   | Marjan Gorenc     | 25 | 11 | 36 |
| 6   | Igor Beribak      | 11 | 13 | 24 |
| 7   | Andrej Brodnik    | 9  | 6  | 15 |
| 8   | Mihail Presnjakov | 5  | 9  | 14 |
| 9   | Aleš Krajnc       | 7  | 3  | 10 |
| 10  | Aleš Lešnjak      | 6  | 4  | 10 |
| 11  | Srdan Kuret       | 5  | 2  | 7  |
| 12  | Roman Vrščaj      | 5  | 1  | 6  |
| 13  | Borut Potočnik    | 3  | 2  | 5  |
| 14  | Igor Hriberšek    | 3  | 1  | 4  |
| 14  | Boštjan Lešnjak   | 3  | 1  | 4  |
| 16  | Tomaž Židan       | 1  | 2  | 3  |
| 17  | Jože Praznik      | 0  | 2  | 2  |
| 18  | Samo Kumar        | 1  | 0  | 1  |
| 18  | Jure Vnuk         | 1  | 0  | 1  |